# هيمسوورث (دائرة انتخابية في المملكة المتحدة)
هيمسوورث  (بالإنجليزية: Hemsworth)‏ هي إحدى الدوائر الانتخابية في المملكة المتحدة الممثلة في مجلس العموم في برلمان المملكة المتحدة.
عضو البرلمان الذي يمثلها حالياً هو :Jon Trickett (Lab).